# Bolszaja Siniega
Bolszaja Siniega (ros. Большая Синега) – wieś w Rosji, w rejonie wielikoustidzkim obwodu wołogodzkiego. W 2010 r. liczyła 46 mieszkańców.